# هلن وستلی
هلن وستلی (انگلیسی: Helen Westley; زاده ۲۸ مارس ۱۸۷۵ – درگذشته ۱۲ دسامبر ۱۹۴۲) یک هنرپیشه اهل ایالات متحده آمریکا بود.
همه اینها به اضافه بهشت، گروه رگتایم الکساندر

## گزیده فیلمشناسی
از فیلم‌ها یا برنامه‌های تلویزیونی که وی در آن نقش داشته‌است می‌توان به آثار زیر اشاره کرد.
- مولن‌روژ (۱۹۳۴)
- خانه روتشیلت (۱۹۳۴)
- آنی در گرین گیبلز (۱۹۳۴)
- قایق نمایش (۱۹۳۶)
- هایدی (۱۹۳۷)
- پیگمالیون (۱۹۳۸)
- گروه رگتایم الکساندر (فیلم) (۱۹۳۸)
- همه اینها به‌اضافه بهشت (۱۹۴۰)
- لیلیان راسل (فیلم) (۱۹۴۰)
- آدام چهار پسر داشت (۱۹۴۱)
- سانی (فیلم ۱۹۴۱) (۱۹۴۱)
- بانویی از لوئیزیانا (۱۹۴۱)
- دختر میلیون دلاری (فیلم ۱۹۴۱) (۱۹۴۱)
- جاسوس محبوب من (۱۹۴۲)